# Bayfield (Wisconsin)
Bayfield ist eine Kleinstadt (mit dem Status „City“) im Bayfield County im US-amerikanischen Bundesstaat Wisconsin. Das U.S. Census Bureau ermittelte bei der Volkszählung 2020 eine Einwohnerzahl von 584.

## Geografie
Bayfield liegt im Norden Wisconsins an der Chequamegon Bay des Oberen Sees, dem größten der fünf Großen Seen. Die geografischen Koordinaten von Bayfield sind 46°48′39″ nördlicher Breite und 90°49′06″ westlicher Länge. Das Stadtgebiet erstreckt sich über eine Fläche von 2,25 km².
Östlich von Bayfield liegen die Apostle Islands, die als Apostle Islands National Lakeshore unter Schutz gestellt wurden. Auf Madeline Island, der größten Insel der Apostle Islands, befindet sich der Big Bay State Park.
Benachbarte Orte von Bayfield sind Red Cliff (5,8 km nordnordöstlich) und Washburn (19,9 km südsüdwestlich).
Die nächstgelegenen größeren Städte sind Green Bay (448 km südöstlich), Eau Claire (290 km südsüdwestlich), Minnesotas größte Stadt Minneapolis (339 km südwestlich), Duluth in Minnesota (138 km westlich) und das am gegenüber liegenden Ufer des Sees liegende Thunder Bay in der kanadischen Provinz Ontario (450 km nordnordöstlich) (auf dem Landweg 442 km zuerst westlich und dann nordöstlich, auf dem Wasserweg wesentlich kürzer).
Die Grenze zu Kanada befindet sich rund 400 km nördlich.

## Verkehr
Von Bayfield verkehrt eine Fähre zur vorgelagerten Insel Madeline Island.
Der State Trunk Highway 13 verläuft als Hauptstraße durch Bayfield. Alle weiteren Straßen sind untergeordnete Landstraßen, teils unbefestigte Fahrwege oder innerörtliche Verbindungsstraßen.
Mit dem Madeline Island Airport befindet sich auf der gleichnamigen Insel ein kleiner Flugplatz. Die nächstgelegenen Verkehrsflughäfen sind der Central Wisconsin Airport in Wausau (317 km südsüdöstlich), der Chippewa Valley Regional Airport in Eau Claire (285 km südsüdwestlich), der Duluth International Airport (147 km westlich) sowie der größere Minneapolis-Saint Paul International Airport (346 km südwestlich).

## Bevölkerung
Nach der Volkszählung im Jahr 2010 lebten in Bayfield 487 Menschen in 261 Haushalten. Die Bevölkerungsdichte betrug 211,7 Einwohner pro Quadratkilometer. In den 261 Haushalten lebten statistisch je 1,87 Personen.
Ethnisch betrachtet setzte sich die Bevölkerung zusammen aus 77,8 Prozent Weißen, 0,2 Prozent (eine Person) Afroamerikanern, 14,8 Prozent amerikanischen Ureinwohnern sowie 1,0 Prozent Asiaten; 6,2 Prozent stammten von zwei oder mehr Ethnien ab. Unabhängig von der ethnischen Zugehörigkeit waren 1,8 Prozent der Bevölkerung spanischer oder lateinamerikanischer Abstammung.
15,4 Prozent der Bevölkerung waren unter 18 Jahre alt, 57,7 Prozent waren zwischen 18 und 64 und 26,9 Prozent waren 65 Jahre oder älter. 51,1 Prozent der Bevölkerung war weiblich.
Das mittlere jährliche Einkommen eines Haushalts lag bei 29.620 USD. Das Pro-Kopf-Einkommen betrug 23.504 USD. 12,8 Prozent der Einwohner lebten unterhalb der Armutsgrenze.